# إعادة النمو الطيفي
إعادة نمو الطيفي (بالإنجليزية: Spectral regrowth) هو مصطلح عام يستخدم لوصف منتجات التضمين البيني التي تم إنشاؤها في وجود الإرسال الرقمي المضافة إلى نظام الاتصالات التناظرية.